# سالفاتايرا دي سانتياغو
بلدية سالفاتايرا دي سانتياغو (بالإسبانية: Salvatierra de Santiago)‏، هي بلدية تقع في مقاطعة قصرش والتي تقع في منطقة إكستريمادورا، غرب إسبانيا.
يبلغ عدد سكانها 434 نسمة وفقاً لإحصائية سنة (2002).